# Feios

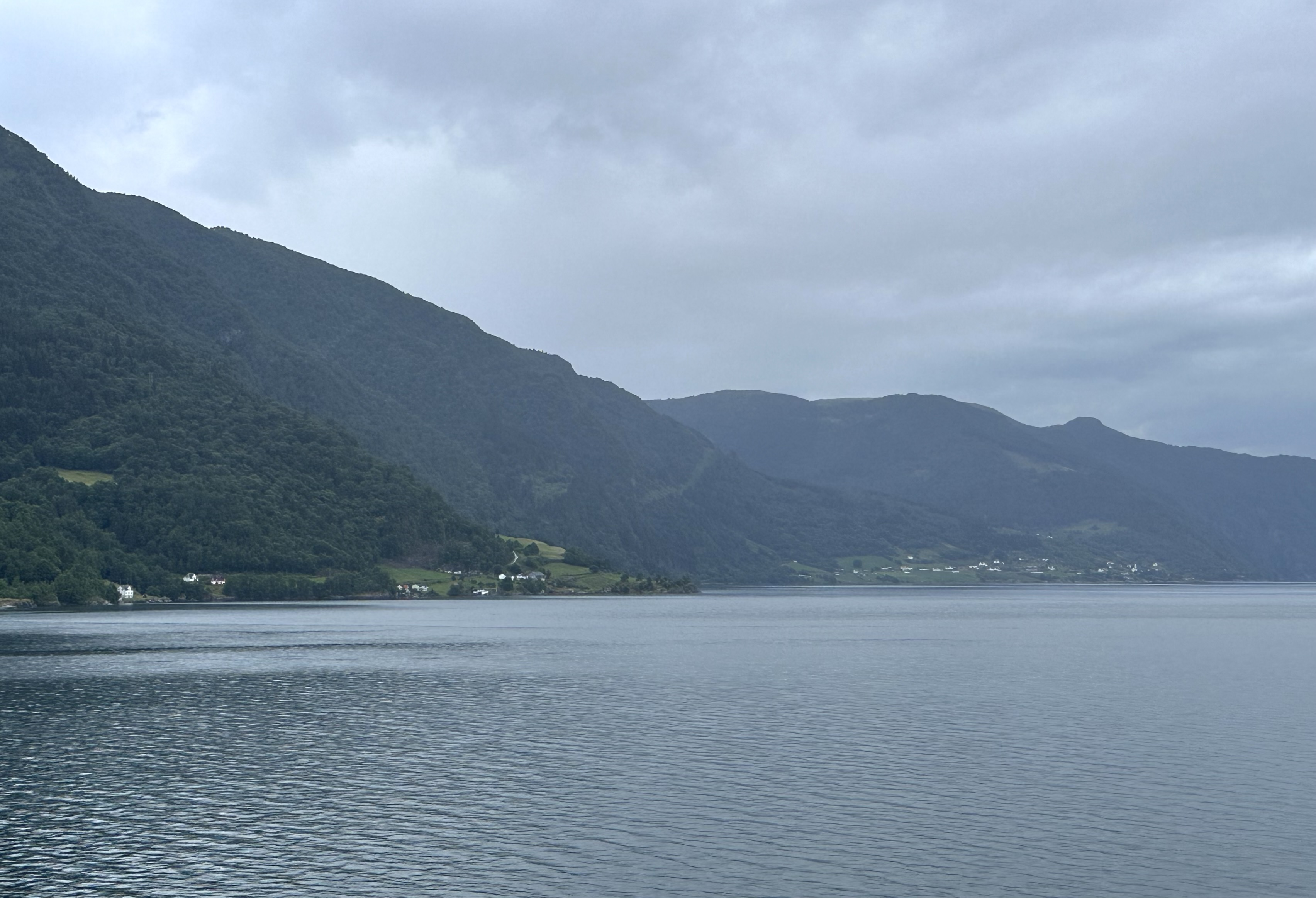
Feios, 2023

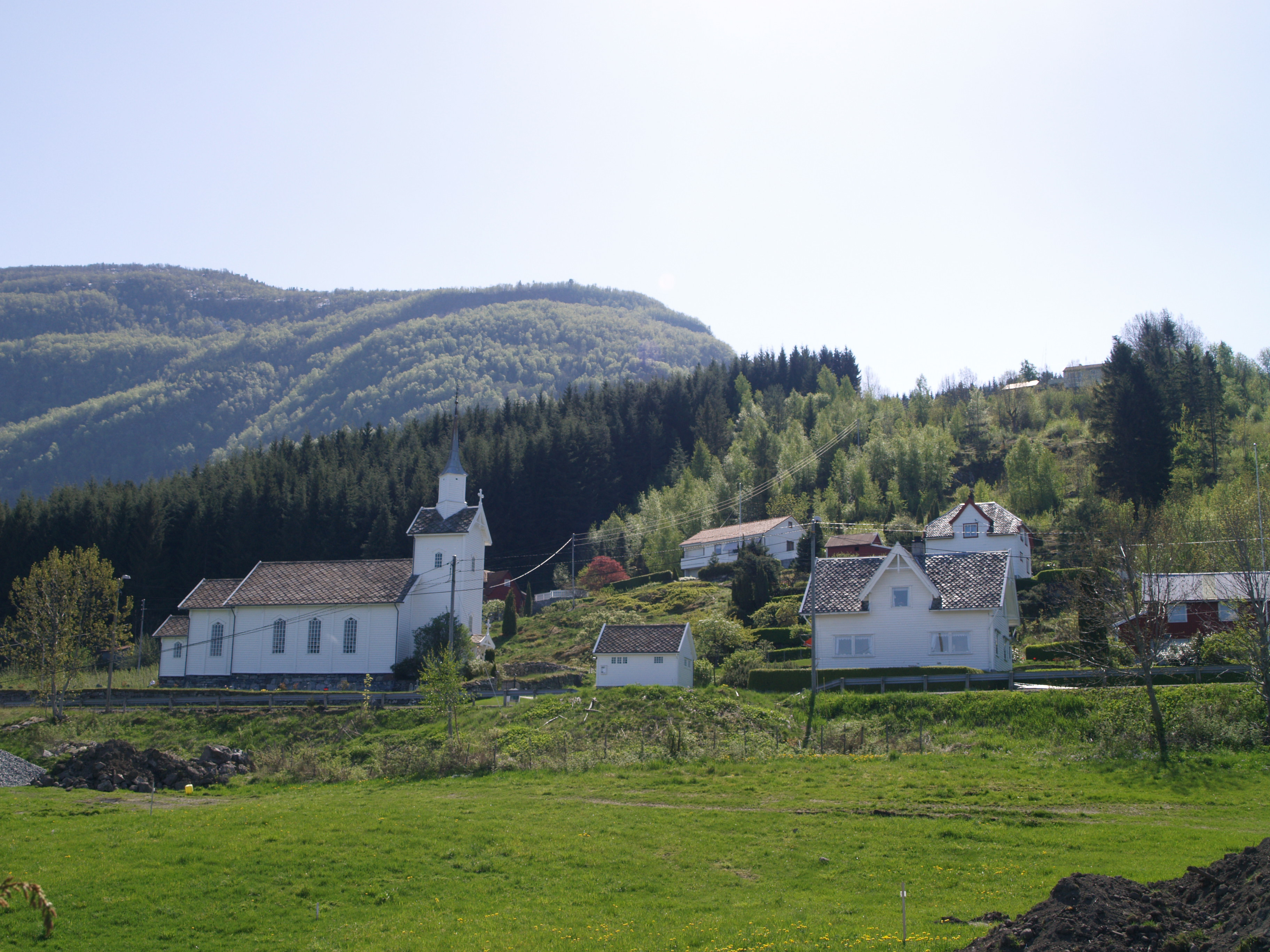
Kirche von Feios, 2008

Feios ist ein Dorf am Sognefjord in der norwegischen Gemeinde Vik in der Provinz Vestland. Im Ort leben 240 Einwohner (Stand 2001).

## Lage
Feios liegt am Südufer des Sognefjords, in den in der Ortslage der Fedjoselvi mündet. Von Feios aus führt der Riksveg 602 durch den 772 Meter langen Feiostunnel zum Fährort Vangsnes.

## Geschichte
Der Name des Dorfs stammt vom nordischen Feðjóss bzw. Feð, einem alten Flussnamen, und soll von fiskegjerde (in der Bedeutung von Fischzaun) und oss (Fluss) abstammen. Für den Ort ist auch die Bezeichnung Rinde geläufig.
Lange war der Ort nicht an das Straßennetz angeschlossen, sondern nur auf dem Wasserweg über den Fjord zu erreichen. Ab den 1950er Jahren begann der Bau der an der Fjordküste entlang laufenden Straße nach Vangsnes, die 1971 fertiggestellt war. 1959 wurde im Ort eine Schule errichtet.
Bis 1992 gehörte Feios zur im Wesentlichen auf der Nordseite des Fjords gelegenen Gemeinde Leikanger und kam dann, wie auch Fresvik, zur Gemeinde Vik. Hintergrund hierzu war, dass durch den Straßenbau die Anbindung an die landseitig zu erreichende Kommune Vik nun deutlich besser war, als zum nur über den Fjord zu erreichenden Leikanger.

## Bauwerke
Im Ort befindet sich die denkmalgeschützte Kirche von Feios. Die Holzkirche entstand 1866 an Stelle einer aus dem Mittelalter stammenden Stabkirche. Darüber hinaus steht hier das Kraftwerk Feios mit einer Jahresproduktion von 100 Gigawattstunden.
Feios ist auch Standort mehrerer prähistorischer Grabanlagen und eines denkmalgeschützten, zwischen 1720 und 1740 errichteten Räucherofens.

## Persönlichkeiten
Der norwegische Landschaftsmaler Tycho Christoffer Jæger (1819–1889) lebte ab 1850 zeitweise in Feios, der norwegische Schriftsteller Brynjulf Jung Tjønn (* 1980) wuchs hier ab 1982 auf.